# Mitch Booth
Mitch Booth, właśc. Mitchell Jay Booth (ur. 4 stycznia 1963 w Sydney) – żeglarz sportowy, w barwach Australii dwukrotny medalista olimpijski.
Jako reprezentant Australii brał udział w dwóch igrzyskach (IO 92, IO 96), na obu zdobywał medale w klasie Tornado. W 1992 zdobył brąz wspólnie z Johnem Forbesem. W 1996 zajął drugie miejsce, partnerował mu wtedy Andrew Landenberger. W 1989 i 1992 zostawał mistrzem świata, 1994 i 1997 zajmował trzecie miejsce. W kolejnych dwóch igrzyskach (IO 04, IO 08) brał udział w barwach Holandii, dwukrotnie zajmując piąte miejsce. W 2002 zdobył brąz mistrzostw świata dla tego kraju płynąc wspólnie z Herbertem Dercksenem, w 2007 wspólnie z Pimem Nieuwenhuisem.